# ペーパーティーチャー
ペーパーティーチャーとは、教員の免許状を有しながら教職に就いていない者を指す俗語。
教員免許状を保有する者の多くはペーパーティーチャーである。
かつては教員需要に対する免許状授与数の過多、教員採用試験の高い競争倍率などにより毎年大量に発生していた(詳細は以下に記述)。
近年、教員志願者数の減少、産休・育休などの休職者に代わる講師の不足などといった教育事情の変化から、ペーパーティーチャー活用への関心が高まっている。

## 概要
ペーパーティーチャーという言葉の由来は、自動車運転免許を持ちながら運転をしないペーパードライバーからの派生である。
教員免許状の多くは、大学などの教職課程の認定単位の修得と卒業・修了（学位の授与）とを要件として申請によって授与され、教職課程受講・修了者に教員採用試験受験の義務はなく、国による授与数の制限・制約もない。そのため、教員免許取得者は常に教員需要を上回っており、教職についていない教員免許所持者自体は従前から大量に存在していた。
教員免許更新講習の実施規模検討のための基礎資料としてペーパーティーチャー数の推定が試みられており、文部科学省公表の中央教育審議会教員免許制度ワーキンググループ（第14回、平成18年5月26日開催）配布資料は、60歳以下を対象とし、毎年の教員免許取得者実数合計（約523万）と現職教員数（約109万）との差約415万人をペーパーティーチャー数と推定している。この値は全体の約80%に相当する（ただし、死亡による自然減は考慮していない）。また、近年の発生動向については、文部科学省公表の公立学校教員採用試験の実施状況によれば平成17年度で受験者総数は164,393人で、採用者総数は21,606人、全体倍率は7.6倍であった。平成17年度単年度でだけで14万人以上のペーパーティーチャーが発生した可能性がある（ただし、この推定は、校種間・自治体間の併願を考慮していない点で過大、採用試験受験者だけを考慮している点では過小である）。

## 沿革

### 戦後から高度経済成長
第二次世界大戦後から高度経済成長期には教員は慢性的に不足していたが（「でもしか先生」も参照。ただし一部の地域、教科は除く）、教育大学出身者においてすらも教職課程受講者・修了者の全員が採用試験に合格することはまれであり、一定数のペーパーティーチャーは発生していた。

### バブル崩壊と高倍率の採用試験
1990年代から2000年代は、少子化進行による教員の新規需要の減少（特別支援学校教員は除く）、バブル崩壊やリーマン・ショック等による民間企業の就職状況の悪化とそれに伴う公務員・教員志願者の増加、人口の多い団塊ジュニア世代の大学卒業時期などといった複数条件が重なり、教職に就かない(就けない)教員免許状の取得者（この項で言うペーパーティーチャー）は増加しピークに達していた。

### 少人数教育、教員不足、教員免許更新制廃止
近年においては、少人数教育による教員需要の増加、教員志願者数の減少、産休や育休などといった休職者の代わりに入る講師が不足するなど、教員免許状の取得者をとりまく環境が大きく変化している。
さらに、定期的に長時間の講習を義務付けていた教員免許更新制が廃止されたことで、「休眠」中の免許状がすぐに活用出来るようになり、ペーパーティーチャー活用への関心も高まっている。

## 廃止された教員免許更新制のしくみ
2009年から2022年まで実施されていた教員免許更新制では、10年ごとに更新講習を受講して免許を更新する必要があった。この更新講習では教員免許取得者の多くを占めるペーパーティーチャーに更新講習の機会が与えられていなかった。
更新講習の受講資格は現職教員と教員経験者に限定されていたため、大部分のペーパーティーチャーには更新講習の受講資格が無く、更新講習を受講できなければ免許は自動的に失効していた（ただし2008年度以前の取得者については失効ではなく免許停止という二重制度）。更新講習は、教育職員免許法第9条の3第3項の規定により、次の者だけが受講できた。
- 教育職員及び文部科学省令で定める教育の職にある者
- 教育職員に任命され、又は雇用されることとなっている者、及びこれに準ずるものとして文部科学省令で定める者

これを具体的に定めた文部科学省令（免許状更新講習規則）では、法律を極めて限定的、かつ排他的に運用しており、更新講習受講者を厳格に見極めるため、勤務する学校長等の証明が無ければ講習が受けられない。
| 区分                      | 区分                                   | 証明方法                               |
| ------------------------- | -------------------------------------- | -------------------------------------- |
| 現職の教員等              | 現職の教員等                           | 校長等の証明                           |
| 内定者・ 内定者に準ずる者 | 教員採用内定者                         | 任用または雇用予定の者の証明           |
| 内定者・ 内定者に準ずる者 | 教員経験者                             | 任用または雇用していた者の証明         |
| 内定者・ 内定者に準ずる者 | 認定こども園等の保育士                 | 設置者の証明                           |
| 内定者・ 内定者に準ずる者 | 教員となる見込の者（任用リスト搭載者） | 任用または雇用する可能性がある者の証明 |

更新講習は上記の証明が無ければ受講できず免許状更新ができない仕組みになっていた(現在は期限なしの免許になっている)。